# Vernio
Vernio település Olaszországban, Toszkána régióban, Prato megyében. Lakosainak száma 6144 fő (2023. január 1.). Vernio Barberino di Mugello, Camugnano, Cantagallo és Castiglione dei Pepoli községekkel határos.

## Népesség
A település lakossága az elmúlt években az alábbi módon változott:
| Lakosok száma | 6041 | 6048 | 6144 |
|               | 2017 | 2018 | 2023 |